# Eredivisie 1999/2000
Die Eredivisie 1999/2000 war die 44. Spielzeit der höchsten niederländischen Fußballliga. Sie begann am 12. August 1999 und endete am 14. Mai 2000.
Meister wurde zum 15. Mal PSV Eindhoven. Absteigen mussten MVV Maastricht, Cambuur Leeuwarden und FC Den Bosch. In der Relegation setzten sich FC Groningen und RBC Roosendaal durch, die somit in der Eredivisie 2000/01 spielten. Beide schafften damit den Aufstieg.

## Modus
Die 18 Mannschaften spielten an insgesamt 34 Spieltagen aufgeteilt in einer Hin- und einer Rückrunde jeweils zwei Mal gegeneinander. Der Tabellenletzte stieg direkt ab, der Vorletzte und Drittletzte musste in die Relegation. Bei Punktgleichheit entschied die Tordifferenz über die Platzierung.

## Abschlusstabelle
| Pl. | Verein                  | Sp. | S  | U  | N  | Tore    | Diff. | Punkte |
| --- | ----------------------- | --- | -- | -- | -- | ------- | ----- | ------ |
| 1.  | PSV Eindhoven           | 34  | 27 | 3  | 4  | 105:240 | +81   | 84     |
| 2.  | SC Heerenveen           | 34  | 21 | 5  | 8  | 065:360 | +29   | 68     |
| 3.  | Feyenoord Rotterdam (M) | 34  | 18 | 10 | 6  | 066:420 | +24   | 64     |
| 4.  | Vitesse Arnheim         | 34  | 18 | 7  | 9  | 067:430 | +24   | 61     |
| 5.  | Ajax Amsterdam (P)      | 34  | 18 | 7  | 9  | 072:510 | +21   | 61     |
| 6.  | FC Twente Enschede      | 34  | 16 | 12 | 6  | 057:370 | +20   | 60     |
| 7.  | AZ Alkmaar (N)          | 34  | 17 | 4  | 13 | 069:590 | +10   | 55     |
| 8.  | Roda JC Kerkrade        | 34  | 16 | 7  | 11 | 062:530 | +9    | 55     |
| 9.  | Willem II Tilburg       | 34  | 13 | 9  | 12 | 055:650 | −10   | 48     |
| 10. | FC Utrecht              | 34  | 14 | 4  | 16 | 055:610 | −6    | 46     |
| 11. | RKC Waalwijk            | 34  | 12 | 6  | 16 | 044:670 | −23   | 42     |
| 12. | Fortuna Sittard         | 34  | 10 | 8  | 16 | 047:540 | −7    | 38     |
| 13. | Sparta Rotterdam        | 34  | 11 | 4  | 19 | 048:750 | −27   | 37     |
| 14. | BV De Graafschap        | 34  | 8  | 9  | 17 | 041:600 | −19   | 33     |
| 15. | NEC Nijmegen            | 34  | 7  | 6  | 21 | 035:620 | −27   | 27     |
| 16. | MVV Maastricht          | 34  | 6  | 7  | 21 | 038:680 | −30   | 25     |
| 17. | Cambuur Leeuwarden      | 34  | 6  | 7  | 21 | 035:660 | −31   | 25     |
| 18. | FC Den Bosch (N)        | 34  | 4  | 11 | 19 | 036:740 | −38   | 23     |

Platzierungskriterien: 1. Punkte – 2. Tordifferenz – 3. geschossene Tore

| (M) | amtierender Meister     |
| (P) | amtierender Pokalsieger |
| (N) | Neuaufsteiger           |

## Kreuztabelle
Die Kreuztabelle stellt die Ergebnisse aller Spiele dieser Saison dar. Die Heimmannschaft ist in der linken Spalte aufgelistet und die Gastmannschaft in der obersten Reihe.
| 1999/2000 | 1999/2000           |     | SC Heerenveen | Feyenoord Rotterdam | Vitesse Arnheim | AJX | FC Twente Enschede | AZ Alkmaar | Roda JC Kerkrade | Willem II Tilburg | FC Utrecht | RKC Waalwijk | Fortuna Sittard | SPA | BV De Graafschap | NEC Nijmegen | MVV Maastricht | SC Cambuur-Leeuwarden | BOS |
| --------- | ------------------- | --- | ------------- | ------------------- | --------------- | --- | ------------------ | ---------- | ---------------- | ----------------- | ---------- | ------------ | --------------- | --- | ---------------- | ------------ | -------------- | --------------------- | --- |
| 1.        | PSV Eindhoven       |     | 0:1           | 0:1                 | 3:2             | 4:0 | 2:2                | 5:1        | 2:0              | 6:1               | 2:1        | 7:1          | 2:1             | 7:0 | 6:0              | 2:0          | 4:1            | 1:0                   | 7:0 |
| 2.        | SC Heerenveen       | 0:3 |               | 3:0                 | 1:3             | 1:1 | 0:0                | 3:0        | 5:1              | 2:4               | 1:0        | 4:1          | 3:0             | 3:1 | 2:0              | 1:0          | 3:1            | 4:1                   | 1:1 |
| 3.        | Feyenoord Rotterdam | 1:0 | 3:1           |                     | 0:0             | 1:1 | 1:1                | 5:3        | 2:1              | 1:0               | 1:2        | 1:2          | 1:0             | 1:2 | 0:0              | 2:1          | 3:0            | 4:0                   | 3:0 |
| 4.        | Vitesse Arnheim     | 1:6 | 3:1           | 3:3                 |                 | 3:0 | 4:1                | 0:2        | 2:0              | 3:1               | 3:1        | 2:1          | 2:2             | 2:1 | 3:1              | 5:1          | 6:2            | 1:0                   | 1:0 |
| 5.        | Ajax Amsterdam      | 1:3 | 3:2           | 2:2                 | 3:1             |     | 0:1                | 4:1        | 1:2              | 3:1               | 2:0        | 1:2          | 4:1             | 3:2 | 2:1              | 5:2          | 1:0            | 3:1                   | 6:1 |
| 6.        | FC Twente Enschede  | 1:3 | 2:0           | 3:3                 | 0:0             | 0:0 |                    | 4:1        | 2:1              | 4:0               | 4:2        | 1:0          | 1:0             | 3:2 | 4:0              | 4:2          | 1:2            | 1:0                   | 3:2 |
| 7.        | AZ Alkmaar          | 0:3 | 0:1           | 0:0                 | 0:1             | 1:2 | 2:1                |            | 1:2              | 2:2               | 0:1        | 4:0          | 2:0             | 4:0 | 2:0              | 1:1          | 2:0            | 4:0                   | 2:0 |
| 8.        | Roda JC Kerkrade    | 1:2 | 0:2           | 2:1                 | 0:1             | 3:0 | 3:2                | 3:2        |                  | 3:4               | 3:2        | 1:2          | 3:0             | 4:1 | 2:3              | 4:3          | 3:1            | 3:1                   | 3:0 |
| 9.        | Willem II Tilburg   | 0:0 | 2:3           | 2:1                 | 0:4             | 3:6 | 1:1                | 3:1        | 2:2              |                   | 4:3        | 2:1          | 2:2             | 0:0 | 5:3              | 3:1          | 1:0            | 1:4                   | 2:1 |
| 10.       | FC Utrecht          | 1:1 | 2:2           | 3:4                 | 2:0             | 3:1 | 1:0                | 3:3        | 1:2              | 1:1               |            | 4:1          | 2:1             | 3:1 | 2:1              | 1:0          | 2:0            | 1:2                   | 2:1 |
| 11.       | RKC Waalwijk        | 1:6 | 0:1           | 2:2                 | 1:1             | 1:1 | 1:1                | 1:2        | 2:2              | 1:0               | 2:0        |              | 0:3             | 2:1 | 2:1              | 4:2          | 0:4            | 3:2                   | 1:1 |
| 12.       | Fortuna Sittard     | 0:4 | 0:1           | 2:3                 | 3:3             | 2:0 | 2:2                | 1:2        | 1:2              | 2:0               | 3:0        | 0:2          |                 | 3:2 | 1:1              | 2:2          | 3:1            | 4:1                   | 1:1 |
| 13.       | Sparta Rotterdam    | 0:2 | 2:1           | 1:3                 | 1:1             | 1:2 | 1:1                | 3:6        | 1:2              | 0:2               | 3:0        | 3:1          | 2:3             |     | 2:1              | 1:0          | 3:0            | 1:2                   | 3:2 |
| 14.       | BV De Graafschap    | 1:2 | 1:1           | 0:1                 | 2:2             | 1:1 | 0:0                | 2:5        | 0:0              | 0:2               | 1:2        | 2:0          | 1:0             | 2:3 |                  | 2:2          | 2:1            | 3:1                   | 3:0 |
| 15.       | NEC Nijmegen        | 2:1 | 0:4           | 0:2                 | 1:0             | 1:3 | 0:1                | 1:2        | 0:0              | 2:1               | 0:1        | 3:1          | 1:2             | 0:1 | 2:3              |              | 1:0            | 1:0                   | 2:0 |
| 16.       | MVV Maastricht      | 0:2 | 1:3           | 3:3                 | 0:2             | 2:6 | 0:2                | 3:4        | 0:0              | 1:1               | 4:1        | 0:1          | 1:0             | 2:2 | 0:2              | 2:0          |                | 1:1                   | 2:0 |
| 17.       | Cambuur Leeuwarden  | 0:1 | 0:2           | 2:3                 | 1:1             | 0:3 | 1:3                | 2:4        | 2:2              | 0:1               | 4:3        | 2:1          | 0:0             | 0:1 | 1:0              | 0:0          | 2:2            |                       | 1:2 |
| 18.       | FC Den Bosch        | 2:6 | 0:2           | 0:4                 | 2:1             | 1:1 | 0:0                | 2:3        | 2:2              | 1:1               | 3:2        | 0:3          | 0:2             | 7:0 | 1:1              | 1:1          | 1:1            | 1:1                   |     |

## Relegation
Der 16. und 17. der Eredivisie spielten mit den sechs Teams aus der Eersten Divisie, die die Plätze zwei bis sieben belegten, in zwei Gruppen zu je vier Mannschaften um zwei Startplätze für die folgende Spielzeit in der Eredivisie.

### Gruppe A
| Pl. | Verein          | Sp. | S | U | N | Tore    | Diff. | Punkte |
| --- | --------------- | --- | - | - | - | ------- | ----- | ------ |
| 1.  | FC Groningen    | 6   | 5 | 0 | 1 | 019:700 | +12   | 15     |
| 2.  | BVO Emmen       | 6   | 2 | 2 | 2 | 008:100 | −2    | 08     |
| 3.  | MVV Maastricht  | 6   | 2 | 1 | 3 | 011:140 | −3    | 07     |
| 4.  | Heracles Almelo | 6   | 1 | 1 | 4 | 010:170 | −7    | 04     |

| Gruppe A        | FC Groningen | MVV Maastricht | BVO Emmen | Heracles Almelo |
| --------------- | ------------ | -------------- | --------- | --------------- |
| FC Groningen    |              | 5:0            | 1:2       | 4:2             |
| BVO Emmen       | 0:1          |                | 2:2       | 2:1             |
| MVV Maastricht  | 1:4          | 0:3            |           | 5:1             |
| Heracles Almelo | 2:4          | 1:1            | 3:1       |                 |

### Gruppe B
| Pl. | Verein              | Sp. | S | U | N | Tore    | Diff. | Punkte |
| --- | ------------------- | --- | - | - | - | ------- | ----- | ------ |
| 1.  | RBC Roosendaal      | 6   | 3 | 2 | 1 | 010:700 | +3    | 11     |
| 2.  | FC Zwolle           | 6   | 3 | 1 | 2 | 014:700 | +7    | 10     |
| 3.  | Excelsior Rotterdam | 6   | 2 | 1 | 3 | 011:140 | −3    | 07     |
| 4.  | Cambuur Leeuwarden  | 6   | 1 | 2 | 3 | 006:130 | −7    | 05     |

| Gruppe B            | RBC Roosendaal | FC Zwolle | Excelsior Rotterdam | Cambuur Leeuwarden |
| ------------------- | -------------- | --------- | ------------------- | ------------------ |
| RBC Roosendaal      |                | 0:2       | 1:1                 | 2:0                |
| FC Zwolle           | 1:2            |           | 4:2                 | 5:0                |
| Excelsior Rotterdam | 2:4            | 2:1       |                     | 1:2                |
| Cambuur Leeuwarden  | 1:1            | 1:1       | 2:3                 |                    |

## Die Meistermannschaft des PSV Eindhoven
(In den Klammern hinter den Spielernamen werden die Anzahl der Einsätze und Tore der Meistersaison angegeben)
| 1. | PSV Eindhoven |
| -- | --- |
|    | - Tor: Ronald Waterreus (30/-); Ivica Kralj (4/-); Patrick Lodewijks (1/-) - Abwehr: Juri Nikiforow (28/3); Wilfred Bouma (27/9); Jan Heintze (27/1); Chris van der Weerden (19/1); André Ooijer (18/1); Ernest Faber (17/1); Jürgen Dirkx (13/2); Kasper Bøgelund (3/-); Andrius Skerla (2/-); Stan Valckx (1/-) - Mittelfeld: Mark van Bommel (33/6); Johann Vogel (31/2); Arnold Bruggink (30/19); Björn van der Doelen (21/1); Ovidiu Stîngă (18/1); Tomasz Iwan (12/-); Eric Addo (6/-) - Sturm: Joonas Kolkka (32/5); Luc Nilis (26/19); Ruud van Nistelrooy (23/29); Dennis Rommedahl (23/-); Björn Becker (1/-); Johan Pater (1/-) - Trainer: Eric Gerets |

* Dmitri Chochlow (13/3) und Rob Wielaert (6/-) haben den Verein während der Saison verlassen.

## Torschützenliste
| Pl. | Name                       | Mannschaft          | Tore |
| --- | -------------------------- | ------------------- | ---- |
| 1.  | Ruud van Nistelrooy        | PSV Eindhoven       | 29   |
| 2.  | Pierre van Hooijdonk       | Vitesse Arnheim     | 25   |
| 3.  | Arnold Bruggink            | PSV Eindhoven       | 19   |
| 3.  | Luc Nilis                  | PSV Eindhoven       | 19   |
| 3.  | Jan Vennegoor of Hesselink | FC Twente Enschede  | 19   |
| 6.  | John Bosman                | AZ Alkmaar          | 18   |
| 6.  | Anthony Lurling            | SC Heerenveen       | 18   |
| 8.  | Julio Cruz                 | Feyenoord Rotterdam | 15   |
| 8.  | Richard Knopper            | Ajax Amsterdam      | 15   |
| 8.  | Bob Peeters                | Roda JC Kerkrade    | 15   |